# Mandy Schmidt
Mandy Schmidt (* 16. Oktober 1985 in Pirna) ist eine deutsche Radiomoderatorin.
Sie wuchs in Dresden auf und studierte Medienproduktion.
Mandy Schmidt moderierte für MainFM und RPR1. Als RPR1-Moderatorin der Sendung Der Tag in Rheinland-Pfalz, die sie mit Jens Baumgart moderierte, wurde sie für den Deutschen Radiopreis 2011 in der Kategorie „Bestes Nachrichtenformat“ nominiert. Beim Saarländer Sender Radio Salü war sie Nachrichtensprecherin. Drei Jahre lang war sie bei der Ostseewelle HIT-RADIO Mecklenburg-Vorpommern Redakteurin der Morningshow, die sie gelegentlich auch moderierte, danach wechselte sie nach Schleswig-Holstein. Auf NDR 1 Welle Nord moderiert sie seit dem 9. Januar 2017 die Morgensendung Guten Morgen Schleswig-Holstein, zuerst mit Jan Bastick und seit dem 30. August 2017 gemeinsam mit Horst Hoof.
Sie betreibt in Quarnbek eine Notstation für die Vermittlung von Kleintieren, zum Beispiel Kaninchen. Einblicke hierzu gibt es sporadisch in Beiträgen der Tiersendung hundkatzemaus, die beim Fernsehsender Vox ausgestrahlt wird.